# Аламос (Сонора)
А́ламос (исп. Álamos) — город в Мексике, штат Сонора, входит в состав одноимённого муниципалитета и является его административным центром. Численность населения, по данным переписи 2020 года, составила 10 961 человек.

## Топонимика
Название Alamos в переводе с испанского языка — тополя, дано, так как местность богата тополиными рощами.

## История
Поселение было основано в 1685 году как рабочий посёлок при рудниках, в которых добывалось серебро, а в 1690 году была открыта христианская миссия, для евангелизации местного населения.
В ноябре 1827 году ему был присвоен статус города, и до марта 1831 года он являлся столицей штата Синалоа—Сонора, до его разделения.
24 сентября 1865 года произошла битва при Аламосе с французскими интервентами, одержавшими победу и удерживавших город до 7 января 1866 года, когда мексиканские войска под командованием генерала Анхеля Мартинеса победили захватчиков.

## Знаменитые уроженцы
- Мария Феликс — мексиканская киноактриса, модель.
- Артуро Маркес[исп.] — мексиканский композитор оркестровой музыки.